# Turoszów
Turoszów (do 1945 niem. Türchau) – dzielnica Bogatyni (od 1973) w Kotlinie Turoszowskiej (województwo dolnośląskie); niewielka osada i stacja kolejowa Turoszów.
Ośrodek przemysłowy na obszarze Turoszowskiego Zagłębia Węgla Brunatnego; kombinat górniczo-energetyczny Turów obejmujący 2 kopalnie odkrywkowe i drugą co do wielkości w Polsce elektrownię cieplną Turów.
Od 1959 do 1972 osiedle typu miejskiego, utworzone z obszaru gromady Zatonie, obejmującej Turoszów, Zatonie, Trzciniec i Strzegomice. 1 stycznia 1973 całe osiedle włączono do Bogatyni.

## Historia
Pierwsza wzmianka historyczna o miejscowości Tyrkow pochodzi z roku 1312. Od 1319 leżała w granicach piastowskiego księstwa jaworskiego, jednego z polskich księstw dzielnicowych na Dolnym Śląsku, po czym w 1346 przypadła Czechom. Kościół został po raz pierwszy wymieniony w 1384 w rejestrze praskim. Od 1497 tereny te notowane są jako dobra rycerskie należące do rodu Falkenhaynów. Od 1551 roku wieś jest protestancka. Pierwszym pastorem był Johann Richter.
Od końca wieku XVI Türchau była wioską rady Żytawy, po zakupie przez to miasto trzyczęściowych dóbr od rodziny Falkenhayn.
Między 1712 a 1714 nastąpiło powiększenie kościoła. Oprócz rozbudowy nawy na północ i południe, dobudowano również wieżę. W 1727 poświęcono organy zbudowane przez Johanna Gottlieba Tamitiusa z Żytawy.
W 1786 pożar zniszczył leżącą w pobliżu karczmę, służącą też jako miejscowy sąd, a także wieżę kościoła. W 1789 roku wieża została odbudowana.
W 1721 przy kościele powstała szkoła, którą zamknięto w 1888 i zastąpiono większą szkołą centralną w Scharre.
Na początku wieku XIX odkryto w Turoszowie pokłady węgla brunatnego. Powstały tam wówczas liczne małe, eksploatowane przez właścicieli ziemskich kopalnie, w których wydobywano węgiel brunatny już na głębokości 4–5 m.
Po zjednoczeniu będących w posiadaniu E. Heidricha zakładów, powstała w 1905 kopalnia węgla brunatnego "Herkules". W 1907 nastąpiła zmiana formy własności na Towarzystwo Akcyjne, które objęło w posiadanie tereny Hirschfelde (ob. dzielnica Żytawy), Turoszowa i Zatonia.
Towarzystwo Węgla Brunatnego "Herkules" stało się posiadaczem 88 ha terenu pod którym znajdowało się 25 milionów ton węgla brunatnego. W 1907 rozpoczęło jego eksploatację. Dla przerobu wydobytego węgla powstały w 1907 i 1908 w sąsiednim Hirschfelde brykieciarnie, a w 1911 ruszyła pierwsza elektrownia.
Ten rozwój spowodował zainteresowanie Królestwa Saksonii, które od 1912 poprzez zakup znaczących pakietów akcji nabierało praw do eksploatacji węgla. 1 stycznia 1917 państwo wykupiło wszystkie udziały i stało się właścicielem kopalń i zakładów przerobu węgla na tym terenie. W tym samym roku, razem z zakupioną przez Towarzystwo Energetyczne z Berlina elektrownią Hirschfelde, utworzono, jako własność państwową – ASW (Aktiengesellschaft Sächsische Werke) – Towarzystwo Akcyjne Zakłady Saskie.